# Písečná (Moravia-Slesia)
Písečná (in polacco Pioseczna, in tedesco Pioseczna) è un comune della Repubblica Ceca facente parte del distretto di Frýdek-Místek, nella regione della Moravia-Slesia.